# Tríptic Werl
El Tríptic Werl és un tríptic pintat per Robert Campin (també anomenat Mestre de Flèmalle) el 1438. Se'n conserven només les dues ales laterals al Museu del Prado de Madrid. La datació situa aquestes obres entre les més tardanes de l'autor; són interessants per les seves qualitats simbòliques i per posar de manifest la influència d'altres grans mestres flamencs.
Al peu de la taula de Sant Joan hi ha una inscripció on indica la datació i el comitent: «L'any 1438, vaig pintar aquesta efígie de Mestre Enric de Werl, doctor de Colònia».

## Descripció

### Sant Joan amb comitent

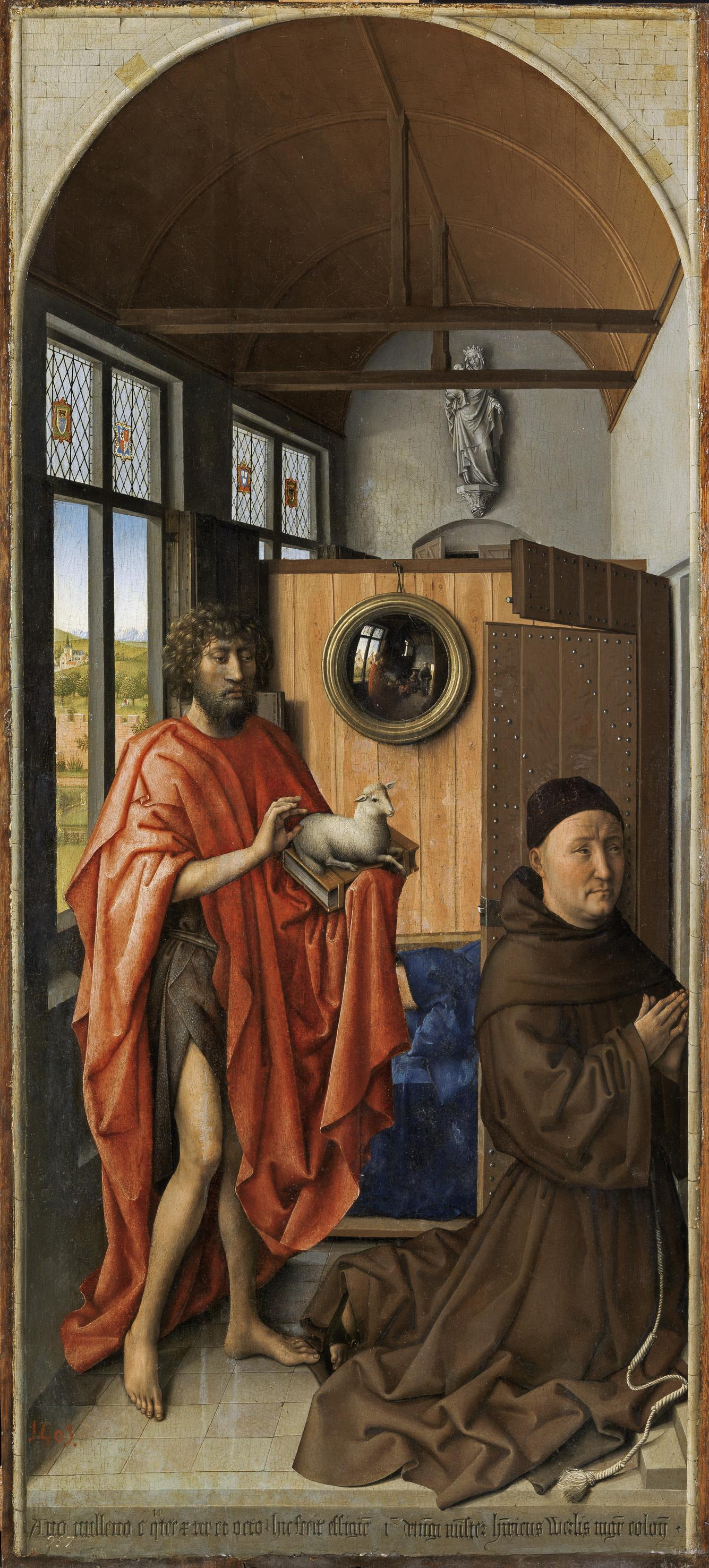
Ala esquerra amb un retrat de donant de Heinrich von Werl i Joan Baptista

La primera taula representa al donant, el maestre franciscà Heinrich Werl protegit per sant Joan Baptista (Heinrich Werl va ser doctor en teologia natural de la Universitat de Colònia). Robert Campin ja denota una clara influència de Jan Van Eyck (el mirall evoca, sens dubte, al que apareix en El matrimoni Arnolfini). També és interessant la concepció de la il·luminació general i l'interior de la casa, comparables a la del canceller Rolin o, fins i tot, amb la dels Arnolfini. Es tracta d'una casa ben aparellada i neta, però no luxosa: el cercle en què es movia el Mestre de Flèmalle no era tan elevat com el de Van Eyck, per la qual cosa el seu estil és més realista i sensible, més proper al popular i el quotidià.
El mateix passa amb els símbols que representa, no són tan meditats ni tan subtils. Són bastant més ostensibles, més clars i, per això, estan a l'abast de la percepció de més gent, encara que no de tot el món. Alguna cosa similar s'observa en l'altra taula, que representa a santa Bàrbara llegint a la calor del foc. La santa apareix envoltada d'objectes que al·ludeixen a la història sobre la seva vida.

### Santa Bàrbara
La Llegenda daurada de Jaume de Voràgine explica que santa Bàrbara va viure quan el cristianisme era encara clandestí. En realitat, el seu pare era pagà i tenia aversió als cristians, però no sabia que la seva pròpia filla ho era. Quant aquest va anar a realitzar un llarg viatge, va decidir construir una torre per tancar la seva filla i protegir-la de possibles pretendents massa voluntariosos. Va partir quan encara la torre-presó no estava acabada, ocasió que va aprofitar Bàrbara per demanar als paletes que fessin en ella tres finestres i, així, poder resar a les tres persones de la Santíssima Trinitat, dogma del que era molt devota. En tornar del viatge, el seu pare es va assabentar que la seva pròpia filla era cristiana i va decidir castigar-la cruelment, però quan l'anaven a assotar, els fuets es van convertir en plomes. Després de diversos intents infructuosos de turmentar a la santa, el seu pare va decidir tallar-li el cap ell mateix, tal era el seu odi cap als cristians. Però, una vegada comès el crim, en aquest mateix instant un raig el va fulminar i el va convertir en una bola de foc fins a consumir-ho. Per això, es diu que santa Bàrbara protegeix dels rajos i és patrona dels artillers.

## Simbologia

Taula central del Tríptic de Mérode, 1425-28.
La Magdalena llegint, c 1435-38 de Van der Weyden clarament influït per Campin
Santa Bàrbara, de Jan van Eyck, 1437.
Detall de l'aiguamans a la taula de santa Bàrbara
Detall de l'escultura de la Trinitat, sobre de la xemeneia
Detall de la torre que es veu per la finestra, en referència a la simbologia de Santa Bàrbara

Com s'aprecia en moltes obres dels primitius flamencs, la realitat del quadre sol amagar un contingut simbòlic perfectament integrat, de tal manera que tot allò que aparentment és un objecte, com naturalesa morta, perd la seva singularitat per formar part de l'al·legoria completa de la pintura, generalment, com en aquest cas, amb un profund caràcter religiós. En l'obra, apareixen signes tan evidents com l'escultura de la Trinitat, al costat d'una espelma, sobre la xemeneia, que està cremant. El foc tindria una funció purificadora dels mals i, a més, recorda a la flama que va acabar amb el seu despietat pare. El lliri que hi ha en un gerro al·ludeix a la virginitat de la protagonista, igual que al gerro de cristall de la cornisa de la paret. Erwin Panofsky sol basar-se en un conegut himne a la Nativitat del segle xv que recull, sobre la Mare de Déu, la metàfora del sol que passa a través del cristall sense trencar-lo ni tacar-lo. Per la seva banda, l'aiguamans de llautó sobre el moble de fusta suggereix la neteja d'esperit, la puresa d'ànima, però també pot ser una referència a la font que sol acompanyar a les al·legories del Paradís terrenal. En el mateix sentit, la santa sosté les Sagrades Escriptures amb un drap, com si no volgués tocar-les, en senyal de respecte i d'humilitat. Al fons, a través d'una finestra amb claus de ferro oxidats, es veu un paisatge, un camí pel qual passeja un genet, indiferent davant la construcció que estan aixecant diverses persones. La construcció és, precisament, la torre en la qual serà tancada santa Bàrbara. Més enllà, sobre l'horitzó, apareixen les agulles d'alguna catedral gòtica.

## Conclusió
Pot dir-se que Robert Campin té, igual que Van Eyck, una visió poètica del món i la plasma en els seus quadres. Segons Panofsky, el quadre representa dos universos units però diferents: un escenari acomodat, burgès mitjà, però absent d'ostentació, quasi relativament vulgar (en el seu sentit etimològic), que contrasta amb la magnificència de la santa i l'ampul·lositat de les seves vestidures, recalcant l'excel·lència de la seva persona i la seva superioritat moral enfront de l'ambient que l'envolta. Si bé, en aquest cas, el lirisme piadós de Campin és més exaltat, més extravertit i, alhora, més quotidià, ja que ofereix una familiaritat plebea del religiós i va unit al gust de classes mitjanes acomodades, de cultura popular, que fan ostentació dels seus sentiments abans que del luxe.